# Jan Kwapiński

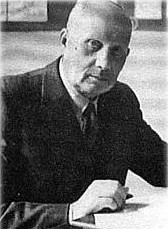
Jan Kwapiński na emigracji.

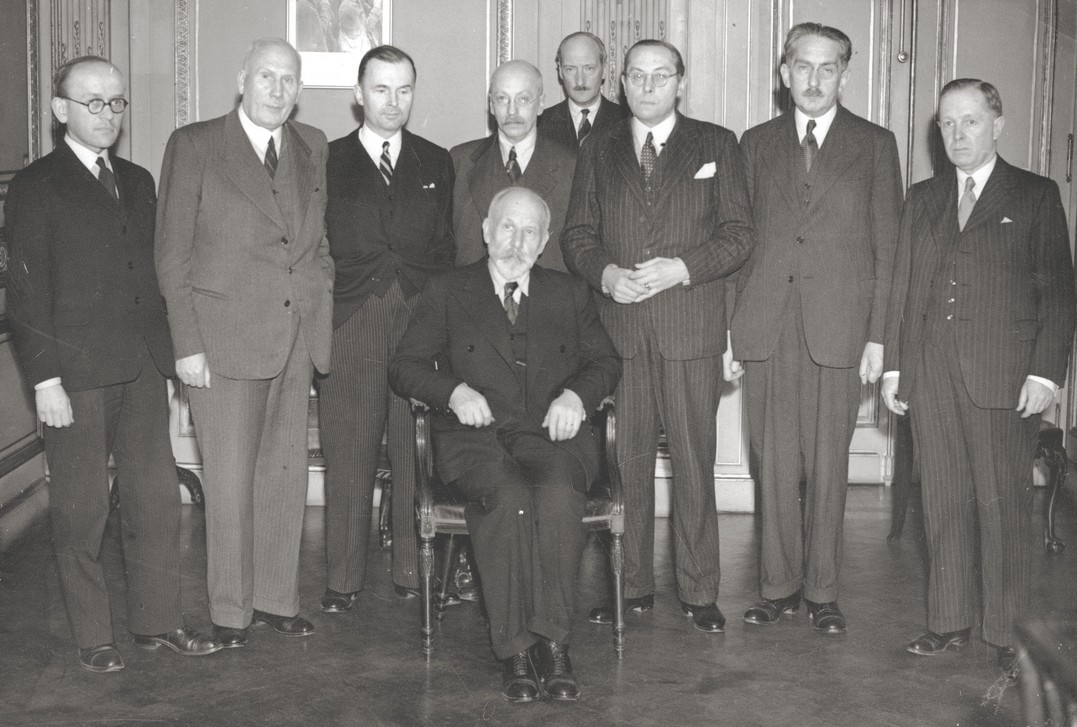
Rząd premiera Tomasza Arciszewskiego. Wicepremier Jan Kwapiński drugi z lewej.

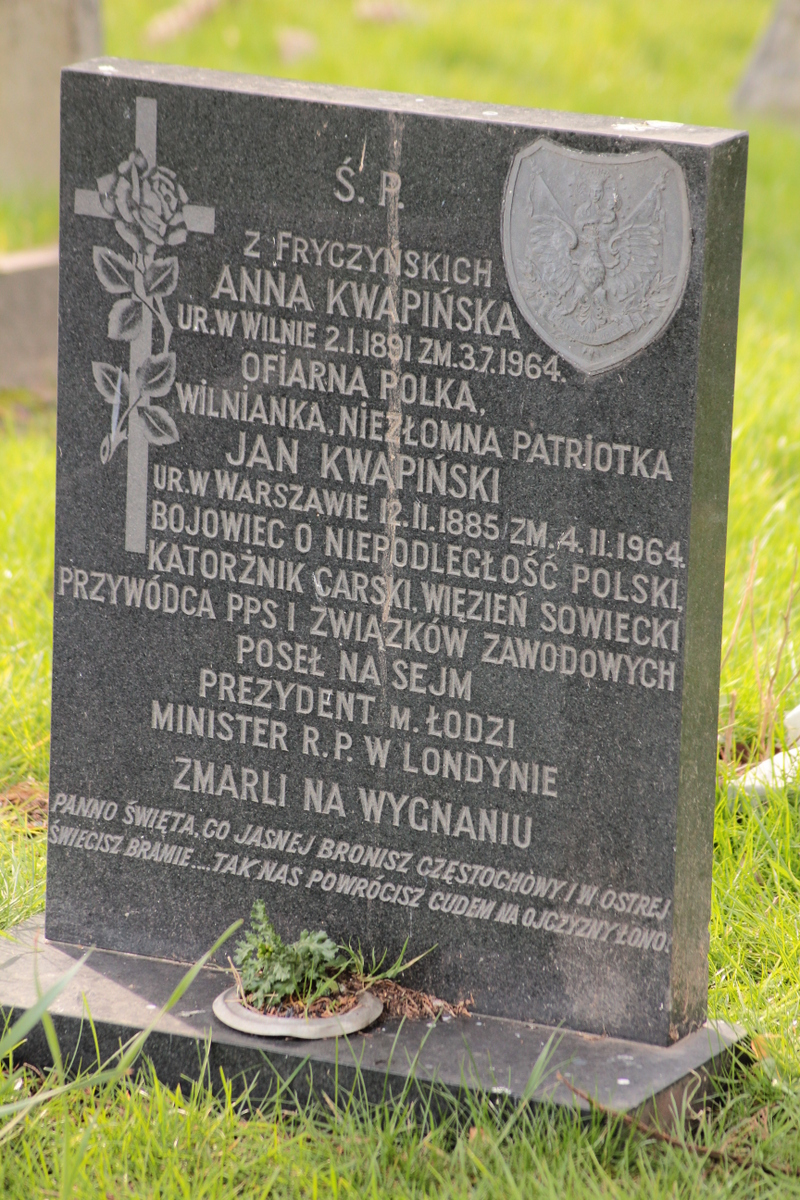
Nagrobek Jana i Anny Kwapińskich na cmentarzu Streatham Park w Londynie.

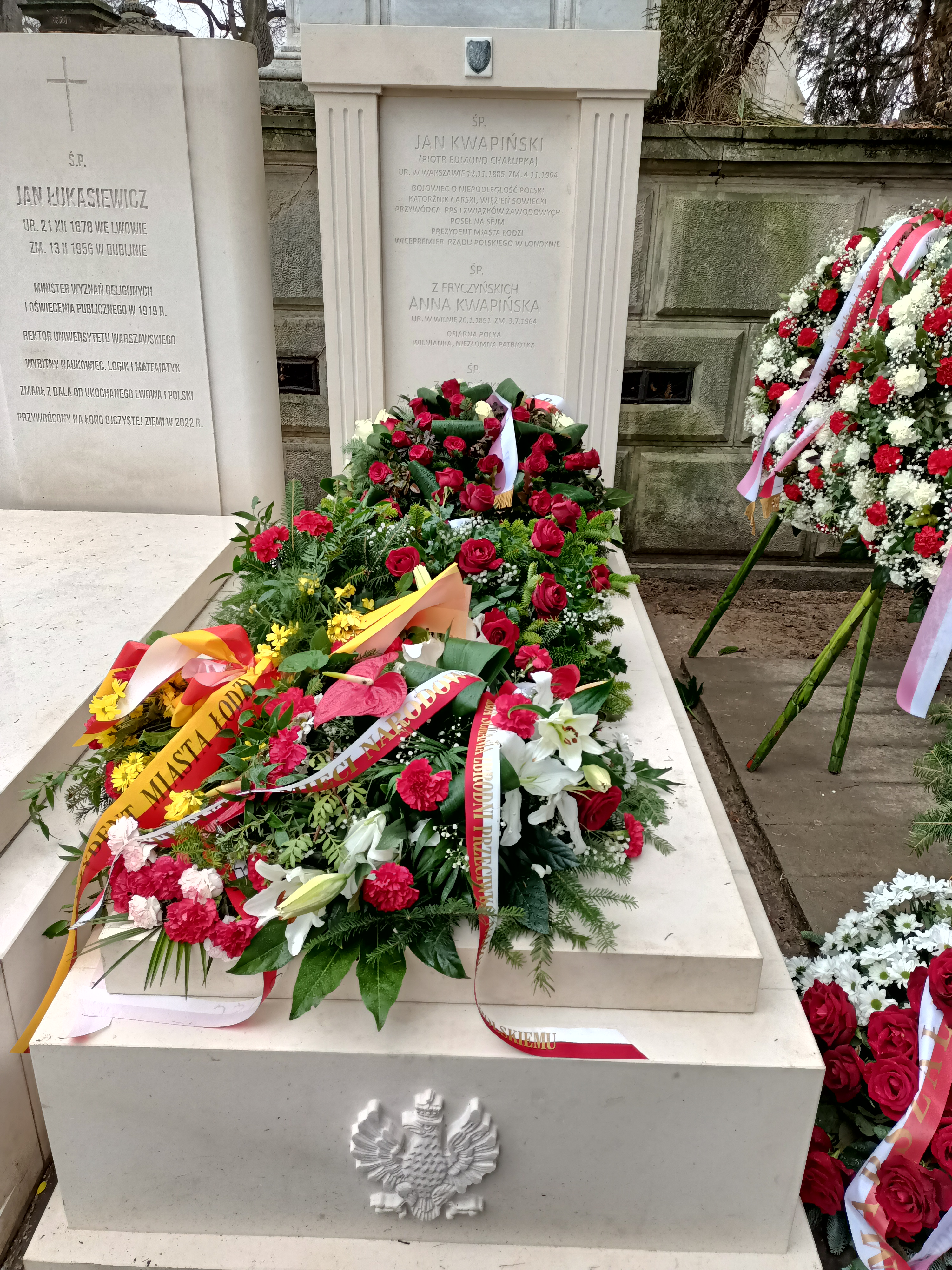
Grób Jana Kwapińskiego na Cmentarzu Powązkowskim.

Jan Kwapiński, właśc. Piotr Edmund Chałupka, ps. „Kacper”, „Stanisław” (ur. 12 listopada 1885 w Warszawie, zm. 4 listopada 1964 w Penley) – polski polityk, działacz PPS, członek Organizacji Bojowej PPS, uczestnik akcji pod Rogowem, skazany przez władze carskie na karę śmierci. Ponad dziesięć lat więziony przez władze rosyjskie na katordze. Walczył w wojnie polsko-bolszewickiej w 1920. Organizator i przywódca Związku Zawodowego Robotników Rolnych, zwany „Królem fornali”. Poseł na Sejm I i II kadencji w latach 1922–1930. Więziony i dwukrotnie skazany za organizowanie strajków robotników rolnych, oraz za działalność opozycyjną wobec sanacji. Ostatni prezydent międzywojennej Łodzi w 1939. Po agresji ZSRR na Polskę więziony przez NKWD od czerwca 1940 i zesłany na Syberię. Zwolniony po układzie Sikorski-Majski latem 1941. W okresie 1942–1947 minister, zaś w okresie 1943–1944 wicepremier w Rządzie RP na uchodźstwie, członek Komitetu dla Spraw Kraju w 1943. Jeden z przywódców PPS na emigracji.

## Życiorys

### Początki działalności w Ostrowcu
Syn Teofila Chałupki – palacza w Zakładach Ostrowieckich i Teofili z domu Bałuta, córki powstańca styczniowego T. Banity. Dzieciństwo spędził w Ostrowcu Świętokrzyskim, gdzie jego ojciec był palaczem w Zakładach Ostrowieckich. Po skończeniu szkoły przyfabrycznej został preserem w walcowni blachy w Ostrowieckich Zakładach Budowy Maszyn.
Od 1901 członek Polskiej Partii Socjalistycznej. W 1904 należał do Komitetu Strajkowego w zakładzie, a w 1905 brał udział w urządzaniu wieców i masówek. Zagrożony aresztowaniem za działalność podczas „Republiki Ostrowieckiej” ukrywał się w Ćmielowie, a następnie, pod koniec 1905 zbiegł do Galicji.

### W Organizacji Bojowej PPS
W Krakowie ukończył szkołę dla instruktorów Organizacji Bojowej PPS. W 1906 wrócił do Królestwa. Został oddelegowany przez Wydział Bojowy do okręgu łódzkiego. Kierował „szóstkami” w Zgierzu i Dąbrówce. Uczestniczył w wydarzeniach „Krwawej środy 15 sierpnia 1906, oraz w akcji pod Rogowem w dniu 7 listopada 1906, gdzie dowodził jednym z oddziałów. Tuż przed rozłamem w PPS Wydział Bojowy zlecił mu opanowanie składów broni i majątku partyjnego znajdującego się w rękach komitetu okręgowego, będącego pod wpływem „umiarkowanych”. Dzięki Kwapińskiemu po rozłamie w Polskiej Partii Socjalistycznej, w Łodzi powstała PPS – Frakcja Rewolucyjna.
19 grudnia 1906, w dzień imienin cara, dowodził zamachem bombowym na oberpolicmajstra Łodzi Chrzanowskiego. Po tej akcji zdekonspirowany opuścił Łódź. Został skierowany do okręgu w Częstochowie rozbitego przez prowokatorów. Organizował tam akcje ekspropriacyjne. Po napadzie na sklep monopolowy we Włodowicach niedaleko Zawiercia, 23 kwietnia 1907 oddział Organizacji Bojowej PPS Frakcji Rewolucyjnej został zaatakowany przez policję i tłum chłopów namówionych do pościgu. Jan Kwapiński osłaniał odwrót oddziału. W obawie przed przypadkowymi ofiarami, nie użył broni i został ujęty i ciężko pobity.

### Więzienie i katorga
Przewieziony do szpitala w Zawierciu, a następnie więziony w Będzinie i Piotrkowie. Wówczas ukrył swoją tożsamość i podał fałszywe nazwisko „Jan Kwapiński”. 27 listopada 1907 został osadzony w X pawilonie Cytadeli Warszawskiej.
W dniu 6 grudnia 1907 skazany wyrokiem Warszawskiego Sądu Wojskowego na karę śmierci przez powieszenie. Po interwencji adw. Leona Berensona, generał-gubernator Gieorgij Skałon karę śmierci z powodu młodego wieku (miał wówczas 22 lata), zamienił mu na 15 lat katorgi. Do 15 grudnia 1907 więziony był w Arsenale, zaś od marca 1908 w więzieniu w Łomży. Po proteście przeciw przedłużaniu czasu zakucia w kajdany, na początku października 1908 został zesłany do więzienia katorżniczego w Orle. W grudniu 1912 wskutek zeznań prowokatora, przewieziony ponownie do Piotrkowa, gdzie miał znów odpowiadać przed sądem, został jednak wyłączony ze sprawy z uwagi na odbywanie wyroku. Przez pewien czas więziony w Łodzi, a w połowie 1913 ponownie wysłany do więzienia w Orle. Przebywał tam do lutego 1917.
Po rewolucji lutowej i obaleniu caratu uwolniony w wyniku amnestii ogłoszonej przez Rząd Tymczasowy w marcu 1917. Zostaje wiceprzewodniczącym, a następnie przewodniczącym Komitetu Wykonawczego Rady Delegatów Robotniczych, Żołnierskich i Włościańskich w Orle. Jednocześnie organizuje sekcję PPS.

### Działacz związkowy i polityczny PPS
Od października 1918 w Polsce. Od listopada 1918 do kwietnia 1919 pełnił funkcję instruktora administracyjnego Ministerstwa Spraw Wewnętrznych na byłą gubernię piotrkowską. Wszedł do władz PPS jako wiceprzewodniczący CKW PPS. Początkowo bliski radykalnej grupie lewicowej, która stworzyła w 1919 grupę PPS-Opozycja. W latach 1920–1939 członek Rady Naczelnej i Centralnego Komitetu Wykonawczego PPS, m.in. w okresie 1931–1937 wiceprzewodniczącym CKW PPS. W czasie wojny polsko-bolszewickiej w 1920 uczestnik walk na froncie w stopniu kaprala.
W 1919 współzałożyciel, a do 1939 również przewodniczący Zarządu Głównego Związku Zawodowego Robotników Rolnych. Za organizowanie strajku rolnego w grójeckiem, skazany został przez Warszawski Wojskowy Sąd Okręgowy 7 grudnia 1921 na 3 lata więzienia. Sąd Apelacyjny w Warszawie zmniejszył wyrok do sześciu miesięcy, po czym na mocy amnestii sprawę umorzono. W latach 1922–1939 był przewodniczącym Komisji Centralnej Związków Zawodowych. Pełnił również funkcję wiceprezesa Rady Nadzorczej Związku Stowarzyszeń Spożywców.
Od 1922 do 1930 poseł na Sejm z ramienia PPS. W wyborach parlamentarnych w 1922 uzyskał mandat z listy nr 2 (PPS) w okręgu wyborczym nr 42 (Kraków), z którego wszedł, wybrany również w okręgu wyborczym nr 15 (Konin). W Sejmie I kadencji jako członek Związku Parlamentarnego Polskich Socjalistów, pracował w komisji rolnej. W wyborach parlamentarnych w 1928 zdobył mandat z listy nr 2 (PPS) w okręgu wyborczym nr 42 (Kraków), z którego wszedł, wybrany również z listy państwowej. W Sejmie II kadencji pracował w komisjach: budżetowej i reform rolnych.
Po zamachu majowym 1926 w opozycji, współorganizator Centrolewu. W 1930 w związku ze sprawą brzeską na krótko aresztowany i 27 października 1930 skazany przez Sąd Okręgowy w Sosnowcu na rok twierdzy. Wyrokiem Sądu Apelacyjnego z 6 marca 1931 został uniewinniony.
Gdy w wyborach samorządowych w Łodzi w dniu 18 grudnia 1938 zwyciężyli socjaliści, Jako reprezentant koalicji PPS z żydowskim „Bundem”, od 3 marca 1939 do wybuchu wojny pełnił funkcję prezydenta miasta Łodzi (pierwszy niekomisaryczny prezydent miasta od 1933). Atakowany był przez endecję jako „człowiek bez nazwiska”.
Po wybuchu wojny 1 września 1939 r. organizował wsparcie dla ludności, oraz walczących oddziałów. 2 września wraz z ks. bp. Włodzimierza Jasińskiego i wicestarostą łódzkim Ludwika Giełczyńskiego patronował powołaniu Okręgowego Łódzkiego Komitetu Społecznego Niesienia Pomocy Żołnierzom i ich Rodzinom. 4 września 1939 zwrócił się do władz wojskowych z wnioskiem budowy okopów wokół miasta i zorganizowania batalionów ochotniczych w celu jego obrony. Propozycja ta została odrzucona przez wojsko, gdyż Łódź miała pozostać miastem niebronionym, dla ochrony ludności cywilnej i uniknięcia zniszczeń w mieście. Dowództwo Okręgu Korpusu zaapelowało przez radio, aby wszyscy mężczyźni poniżej 50 roku życia ewakuowali się w kierunku Warszawy lub na Lubelszczyznę, gdzie zostaną wcieleni do oddziałów rezerwy.
Wraz z wojewodą Henrykiem Józewskim, starostą grodzkim Henrykiem Mostowskim i władzami samorządowymi opuścił Łódź w nocy 6 września 1939. W trakcie ewakuacji został ranny w rękę podczas bombardowania Zamościa. Następnie przez Zaleszczyki i Tarnopol udał się do Złoczowa, gdzie ukrywał się z rodziną przez siedem miesięcy lecząc się z rany. W nocy z 28 na 29 czerwca 1940 został aresztowany przez NKWD. Zesłany do Jakucji, a po ataku Niemiec na ZSRR wraz z Antonim Pająkiem został uwięziony w Ałdanie. Uwolniony po układzie Sikorski-Majski latem 1941. Od października 1941 był delegatem Ambasady RP w Taszkencie, przeniesionej następnie do Samarkandy.

### Na emigracji
Ewakuowany z ZSRR, w dniu 21 maja 1942 dotarł do Londynu. Stanął na czele Komitetu Zagranicznego PPS. 6 czerwca 1942 wszedł również do rządu Władysława Sikorskiego jako minister przemysłu, handlu, zaś od 13 lipca 1942 jako minister przemysłu, handlu i żeglugi. W rządzie Stanisława Mikołajczyka od 14 lipca 1943 ponownie pełnił funkcję ministra przemysłu, handlu i żeglugi. Ponadto w latach 1943–1944 pełnił funkcję wiceprezesa Rady Ministrów, którego zadaniem było zastępowanie premiera na wypadek jego nieobecności w Wielkiej Brytanii.
Od 24 do 29 listopada 1944 wykonywał na prośbę prezydenta misję utworzenia nowego rządu, która zakończyła się fiaskiem. Od 30 listopada 1944 w rządzie Tomasza Arciszewskiego objął funkcję ministra przemysłu, handlu i żeglugi oraz objął funkcję kierownika ministra skarbu, które pełnił do 2 lipca 1947.
Działacz PPS na emigracji. Od 1948 do 1965 członek Centralnego Komitetu Zagranicznego PPS. Od 1952 wiceprzewodniczący, zaś od 1955 do 1961 przewodniczący Centralnego Komitetu Zagranicznego PPS. Zmarł w listopadzie 1964 szpitalu w Penley w Walii.

## Odznaczenia
- Krzyż Niepodległości z Mieczami (1938)
- Krzyż Walecznych (1921)

## Rodzina
Bratem Jana Kwapińskiego był Franciszek Józef Chałupka (ur. 2 października 1884, zm. 22 marca 1950), robotnik metalowiec, również członek PPS. Po wojnie pozostał w Ostrowcu Świętokrzyskim. Jego żoną była Anna z domu Fryczyńska (1891–1964), z którą miał córkę Aldonę.
Jan i Anna Kwapińscy zostali pochowani na cmentarzu Streatham Park w Londynie (Block P, gr. 1227). Ich szczątki ekshumowano i 15 grudnia 2023 zostały pochowane w Alei Zasłużonych Cmentarza Powązkowskiego w Warszawie. Uroczystość miała charakter państwowy.

### Nagrania z Radia Wolna Europa
- "Napad na pociąg pod Rogowem" - część I - wspomnień Jana Kwapińskiego - weterana akcji bojowych PPS w latach 1905-1907 - o najsłynniejszym wyczynie Wydziału Bojowego PPS pod dowództwem Józefa Piłsudskiego z 1906 roku, (archiwum Radia Wolna Europa), na stronie Polskie Radio.pl
- Jak daleko sięga moja pamięć. Rozmowa z Janem Kwapińskim - b. ministrem przemysłu, handlu i żeglugi rządu emigracyjnego - przeprowadzona przez Tadeusza Nowakowskiego 14.12.1960, (archiwum Radia Wolna Europa), na stronie Polskie Radio.pl
- Fragment wspomnień Jana Kwapińskiego - zmarłego 4.XI.1964 roku nestora PPS na emigracji - na temat rozprawy sądowej i wyroku władz carskich z 1907 roku. 10.11.1964 (archiwum Radia Wolna Europa), na stronie Polskie Radio.pl
- "Sąd i wyrok" - część III wspomnień Jana Kwapińskiego - weterana akcji zbrojnych PPS w latach 1905-1907 na temat pobytu w X Pawilonie Cytadeli Warszawskiej. 28.05.1963, (archiwum Radia Wolna Europa), na stronie Polskie Radio.pl
- "Rewolucja i wyzwolenie" - część V wspomnień Jana Kwapińskiego - weterana akcji zbrojnych Wydziału Bojowego PPS w latach 1905-1907 - o udziale w wydarzeniach z III-IX.1917 roku na terenie Rosji, w Orle i Piotrogrodzie.11.06.1963, (archiwum Radia Wolna Europa), na stronie Polskie Radio.pl
- "W drodze do Polski" - część VI wspomnień Jana Kwapińskiego - weterana akcji zbrojnych Wydziału Bojowego PPS - o przeżyciach po bolszewickim przewrocie październikowym 1917 roku i powrocie z 10-letniej katorgi do kraju m.in. o spotkaniach z Tomaszem Arciszewskim; Józefem Beckiem; Kazimierzem Pużakiem, 18.06.1963 (archiwum Radia Wolna Europa), na stronie Polskie Radio.pl